# The Clawed Stone
The Clawed Stone ist ein Improvisationsalbum von John Butcher, Thomas Lehn und Matthew Shipp. Die am 18. Oktober 2017 im Anschluss an eine kurze Europa-Tournee des Trios im Studio Sextan – La Fonderie in Malakoff bei Paris entstandenen Aufnahmen erschienen am 11. Mai 2020 auf RogueArt.

## Hintergrund
Der Ursprung dieser Pariser Studiosession im Jahr 2017 liegt in der Einladung des Pianisten Matthew Shipp an John Butcher, sich ihm 2010 im Rahmen einer Residenz im Londoner Cafe Oto anzuschließen; diese Begegnung wurde als At Oto (Fataka, 2011) veröffentlicht. Die musikalische Beziehung hielt an, und Butcher schlug vor, den Live-Elektroniker Thomas Lehn in die Besetzung aufzunehmen, als sie sich 2014 im Cafe Oto wiedervereinigten, was auf dem Album Tangle (Fataka, 2016) dokumentiert ist.

## Titelliste
- John Butcher / Thomas Lehn / Matthew Shipp: The Clawed Stone (Rogueart ROG-0099)[2]

1. Stitched Equivalence 6:44
2. Blurred and Sewn 2:06
3. Trippy Revelation 8:48
4. Off Kilter 6:03
5. Re(as)semble 3:57
6. Links on Canvas 15:02
7. Tastes of Song 3:00
8. Tapping Signs 7:59

Die Kompositionen stammen von John Butcher, Thomas Lehn und Matthew Shipp.

## Rezeption

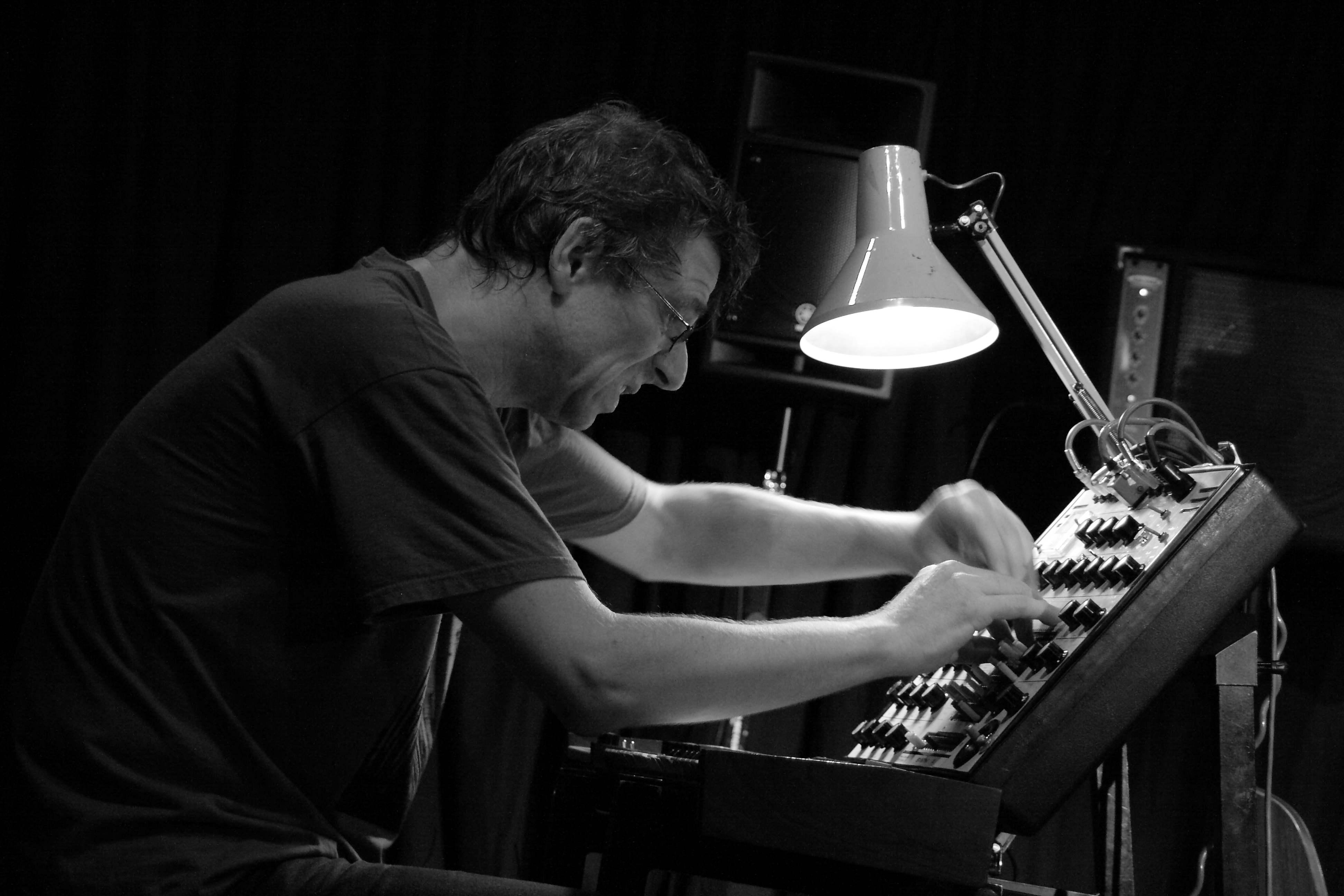
Thomas Lehn mit der Formation Speakeasy (Martin Blume, Phil Minton & Ute Wassermann) im Club W71, Weikersheim (2010)

Nach Ansicht von John Sharpe, der das Album in All About Jazz rezensierte, würde die unwahrscheinlich erscheinende Verbindung des amerikanischen Pianisten Matthew Shipp, der am stärksten mit dem New Yorker Avantgarde Jazz verbunden sei, und dem britischen Saxophonisten John Butcher und dem deutschen Elektroniker Thomas Lehn, zwei führenden Vertretern der europäischen Szene der freien Improvisation, auf The Clawed Stone wie ein Traum funktionieren. Die drei Prinzipale würden einen Sound mit wenigen Präzedenzfällen schaffen; die Ergebnisse seien völlig unvorhersehbar und doch seltsam logisch. Jeder der acht Stücke widersetze sich jeglicher Beschreibung in seiner Ereignisdichte, schnellen Mutation und episodischen Formverschiebung. Es sei ein faszinierendes Treffen, das alle von ihren normalen Schwerpunkten wegführe, nur um eine fruchtbare gemeinsame Umlaufbahn zu finden.

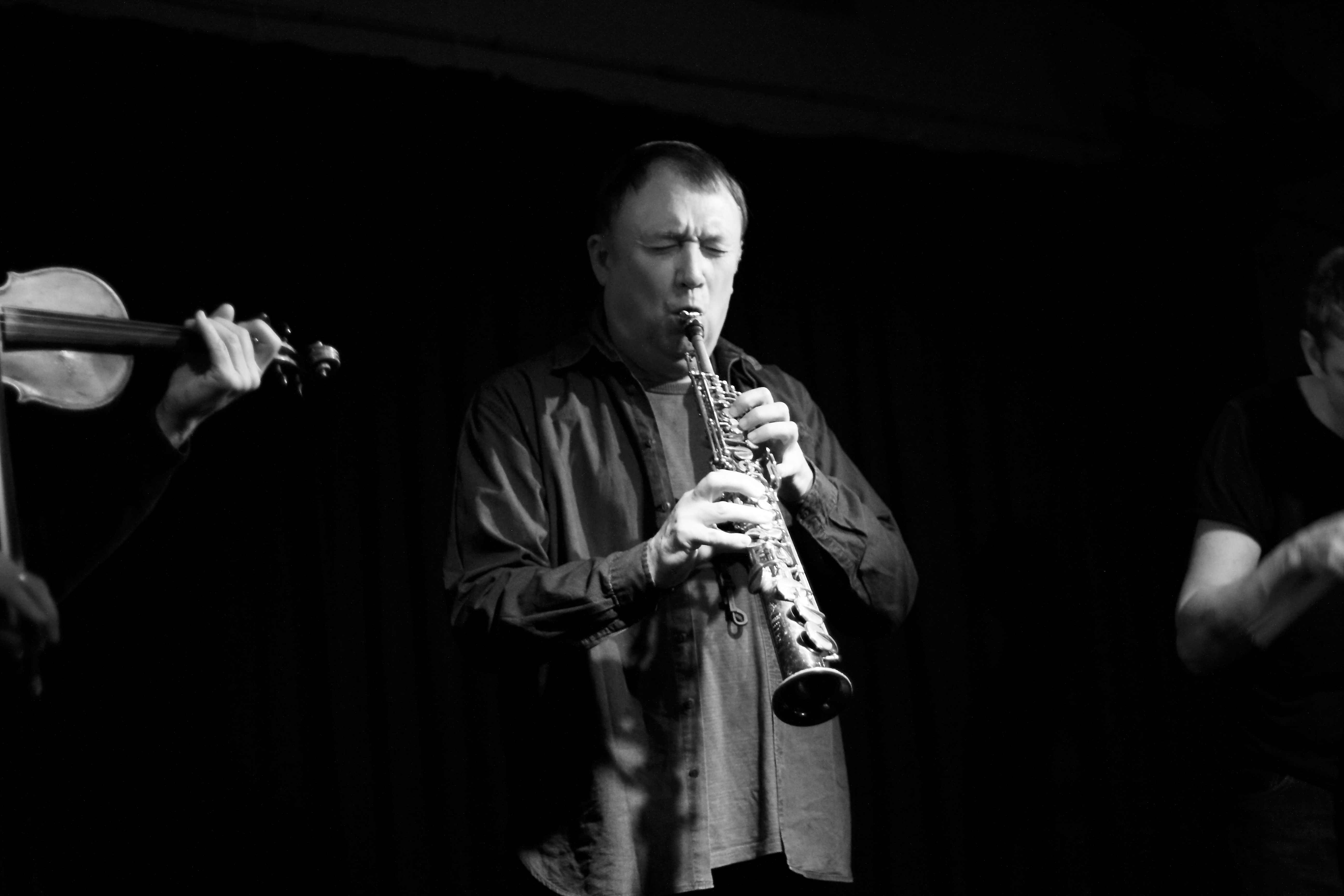
John Butcher im Club W71, Weikersheim 2017

Schon das vorangegangene Album des Trios, Tangle aus dem Jahr 2016, sei ein hervorragendes Beispiel dafür gewesen, wie starke gegensätzliche Vektoren zusammenlaufen, um einen „perfekten Sturm spontanen Musizierens“ zu erzeugen, lobte Bill Meyer (Magnet Magazine). Auch wenn Shipps Schaffen kein Pardon gebe, leite es sich doch von erkennbaren Traditionen ab: Free Jazz, klassische Musik und das Idiom des Klavierspiels. Butcher und Lehn wiederum seien beide engagierte Improvisatoren, und jeder habe bislang entschlossen gegen instrumentale Vorschriften gearbeitet. Ersterer habe Sopran- und Tenorsaxophone verwendet, um Sounds zu erzeugen, die am häufigsten mit der Verwendung von Elektronik erreicht werden, und Letzteres hat sich auf ältere, analoge Synthesizer beschränkt, die auf die menschliche Note reagieren. Der digitale Studiosound mache die Wechsel von reinen akustischen Tönen zu ohrenbetäubendem Rauschen besonders bedeutsam. Aber solche Effekte werden nie einfach nur als Neuheit gespielt. „Einmischung und Verschwinden“ seien Teile eines Werkzeugkastens, zu dem auch ausgesprochen persönliche Gesten und kontrastierende Reaktionen gehören. Das Ergebnis sei Musik, die auf Schritt und Tritt fessle und überrasche.
Es sei nicht nur die Qualität des Zuhörens zwischen jedem der Instrumentalisten und ihrer Symbiose, die bei ihren Spielen entstehe, sondern auch ihre dynamische Komplementarität, zumal das Trio-Format ihnen eine gewisse Freiheit geben würde, schrieb Michel Rondeau (PAN 360). Es wirke so, als sei für jeden Beteiligten das Spiel der anderen beiden anregend und lenkend. Sobald ein Gleichgewicht einige Zeit erreicht sei, würden sie ihr Bestes tun, um es durchzuschütteln und ihren Erfindungsreichtum zu verdoppeln, um andere Gebiete besser zu erkunden und weiterhin das Unerwartete zu erreichen. Und, wie Butcher vor einigen Jahren in einem Interview fragte, bestehe nicht der Sinn der Improvisation darin, „Musik machen zu können, die schwer vorstellbar ist, bis man sich mittendrin wiederfindet?“